# Divisió Zújar
La Divisió Zújar va ser una unitat de l'Exèrcit Popular de la República que va lluitar en la Guerra civil espanyola.

## Historial
La divisió va ser creada al juliol de 1938 en el front d'Extremadura, com una unitat de maniobra que amenacés els avanços de les forces de Queipo de Llano.
Composta per les brigades mixtes 25a, 66a i 81a —aquesta última portada des del front de Llevant—, va quedar situada en la zona alta del riu Zújar. Prendria part en algunes accions defensives, abans de la seva dissolució. Part de les seves forces van servir de base per a la creació de la 51a Divisió, el mes d'agost.